# Karel Dierickx
Pour les articles homonymes, voir Dierickx.
Karel Dierickx, né le 19 avril 1940 à Gand, et mort le 6 décembre 2014 dans la même ville, est un artiste peintre belge.

## Biographie
Karel Dierickx, né le 19 avril 1940 à Gand, a étudié avec O. Landuyt à l'Académie Royale de Gand entre 1960 et 1962. Il remporte le Prix de la Jeune Peinture Belge à Bruxelles en 1961 et le Prix Godecharle en 1964. En 1973 il est professeur de peinture à l'Académie Royale des Beaux-Arts de Gand. Il a dirigé pendant 25 ans, les jeunes artistes dont Yves Beaumont, Wim Delvoye, Jan Van Imschoot et Jan Van Oost. Il est mort le 6 décembre 2014 à l'âge de 74 ans.